# Pfänder
Der Pfänder ist ein 1062 m ü. A. hoher Nebengipfel des Hochbergs im Pfänderstock der Allgäuer Alpen. Er liegt am Ostende des Bodensees und gilt als "Hausberg" von Bregenz, liegt jedoch großteils auf dem Gemeindegebiet von Lochau. Mit seiner Aussicht auf den Bodensee und auf „240 Alpengipfel“ ist er einer der berühmtesten Aussichtspunkte der Region.

## Geografie und Geologie
Der Pfänder ist der dritthöchste Punkt des Pfänderstocks, der sich im Osten des Bodensees, oberhalb von Bregenz und Lochau, über eine Strecke von etwa 5 Kilometern hinzieht. Der höchste Gipfel ist der Hirschberg (1095 m), gefolgt vom Hochberg (1069 m).
Der Pfänder gehört geologisch zur voralpinen Molasse, die sich während der im Paläogen (nach 66 mya) einsetzenden Alpenauffaltung im voralpinen Becken während des Neogens bildete und bei fortdauernder Orogenese verformte und faltete. Die gröberen Bestandteile der Molasse blieben in Alpennähe liegen und formten die sogenannte Nagelfluh und Sandsteine, wie sie am Pfänder in den Wandabstürzen des Känzele unter dem Gebhardsberg zutage treten.

## Geschichte
Am ansteigenden Pfänderhang, oberhalb von Lochau, liegt die Wellensteinhöhle. Grabungsfunde weisen dort auf eine Besiedlung in der Spätbronzezeit hin.
Im Dreißigjährigen Krieg hatte der schwedische Reichsfeldmarschall Carl Gustav Wrangel 1646 Schloss Hofen oberhalb von Lochau besetzt und bereitete den Angriff auf Bregenz vor. Dieser erfolgte überraschend am 4. Jänner 1647 vom Pfänder her. Die Verteidigungsstellungen der Kaiserlichen am Haggen und auf dem Pfänder wurden überrannt, die Schweden (8000 Mann) sollen den Spuren der flüchtenden Verteidiger im Schnee gefolgt sein. Diese Flanke des Pfänders heißt deswegen noch heute Schwedenhang, im Jahr 2007 wurde von der Gemeinde Lochau mit Erklärungstafeln der Themenwanderweg „Schwedenweg anno 1647“ auf bereits bestehenden Wanderwegen eingerichtet.
Anfang des 20. Jahrhunderts gab es Pläne, eine dampf- bzw. elektrobetriebene Zahnradbahn auf den Pfänder zu bauen. Sie blieben unverwirklicht.
Hingegen wurde 1927 von der Firma Adolf Bleichert & Co. eine Luftseilbahn von Bregenz auf den Gipfelkamm gebaut und inzwischen mehrfach erneuert. Die Talstation dieser Pendelbahn liegt auf 419 m ü. A., die Bergstation liegt auf 1022 m ü. A.
Seit 1958 steht nahe dem Gipfel der Sender Pfänder des Österreichischen Rundfunks für Radio und Fernsehen, die 94,7 Meter hohe, freistehende Stahlfachwerkkonstruktion dient als Sendeturm.
1973 wurde, um das Verkehrsnadelöhr zwischen Pfänder und Bodensee zu entschärfen, ein Tunnel von Norden, nahe der Grenze zu Deutschland, nach Süden durch den Pfänder geplant. 1975–1980 wurde der Bau von zunächst einer Röhre ausgeführt. Der Autobahntunnel der Rheintal/Walgau Autobahn (A14) bekam zwischen 2007 und 2012 eine zweite Tunnelröhre.
2018 wurde der Fund von mehreren Backenzähnen eines Gomphotheriums am Pfänder bekannt.

## Touristische Infrastruktur
Der Höhenunterschied vom Bodensee zum Gipfel beträgt 667 Meter. Der direkte Aufstieg auf dem Wanderweg von Bregenz auf den Pfänder dauert etwa zwei Stunden.
Bei klarem Wetter reicht der Vierländer-Blick (Österreich, Deutschland, Schweiz, Liechtenstein) von den Allgäuer und Lechtaler Alpen im Osten über den Bregenzerwald, die steilen Gipfel des Arlberggebietes und der Silvretta, weiter über den Rätikon bis zu den Schweizer Bergen und den Ausläufern des Schwarzwaldes im Westen. Zu seinen Füßen liegt der Bodensee, eingerahmt vom Rheintal und dem oberschwäbischen Hügelland. 
Unterhalb des Gipfels besteht ein Alpenwildpark mit heimischen Tieren, in dem u. a. Alpensteinböcke, Wildschweine und Rothirsche beobachtet werden können. Bis 2015 wurde dort außerdem eine Falknerei betrieben, die seitdem leersteht.
Für Besucher und Wanderer gibt es ein dichtes Netz von Wanderwegen und eine Seilbahn. Von Eichenberg und von Lochau führt jeweils eine schmale, einspurige Straße zur Bergstation und zum Gipfelrestaurant. An den Straßen befinden sich mehrere Gasthöfe und private Unterkünfte.

## Wander- und Pilgerrouten

### Drei-Eintausender-Bergwanderung
Bergstation Pfänder (1022 m) – Pfänderspitze (1062 m) – Hub – Hirschberg (1095 m) – Richtung Jungholz – Trögen – Hochberg (1069 m) – Schüssellehen – Letze – Höhenweg bis Bergstation: (19 Kilometer, Gehzeit rund 5 Stunden)

### Käse-Wanderweg
Bergstation Pfänder (1022 m) – Moosegg – Einstieg Käse-Lehrpfad mit Schautafeln, Käsereibesichtigung möglich – Trögen – Hochberg (1069 m) – Schüssellehen – Lutzenreute – Eichenberg-Dorf – Pfänder: (Gehzeit zwischen 3 und 4½ Stunden)

### Jakobsweg
Über den Pfänder verläuft der von München nach Einsiedeln in der Schweiz führende Jakobsweg. In Möggers überschreitet der Pilger die österreichische Grenze, nach Lustenau verlässt er Vorarlberg Richtung Widnau im Kanton St. Gallen.

## Bilder

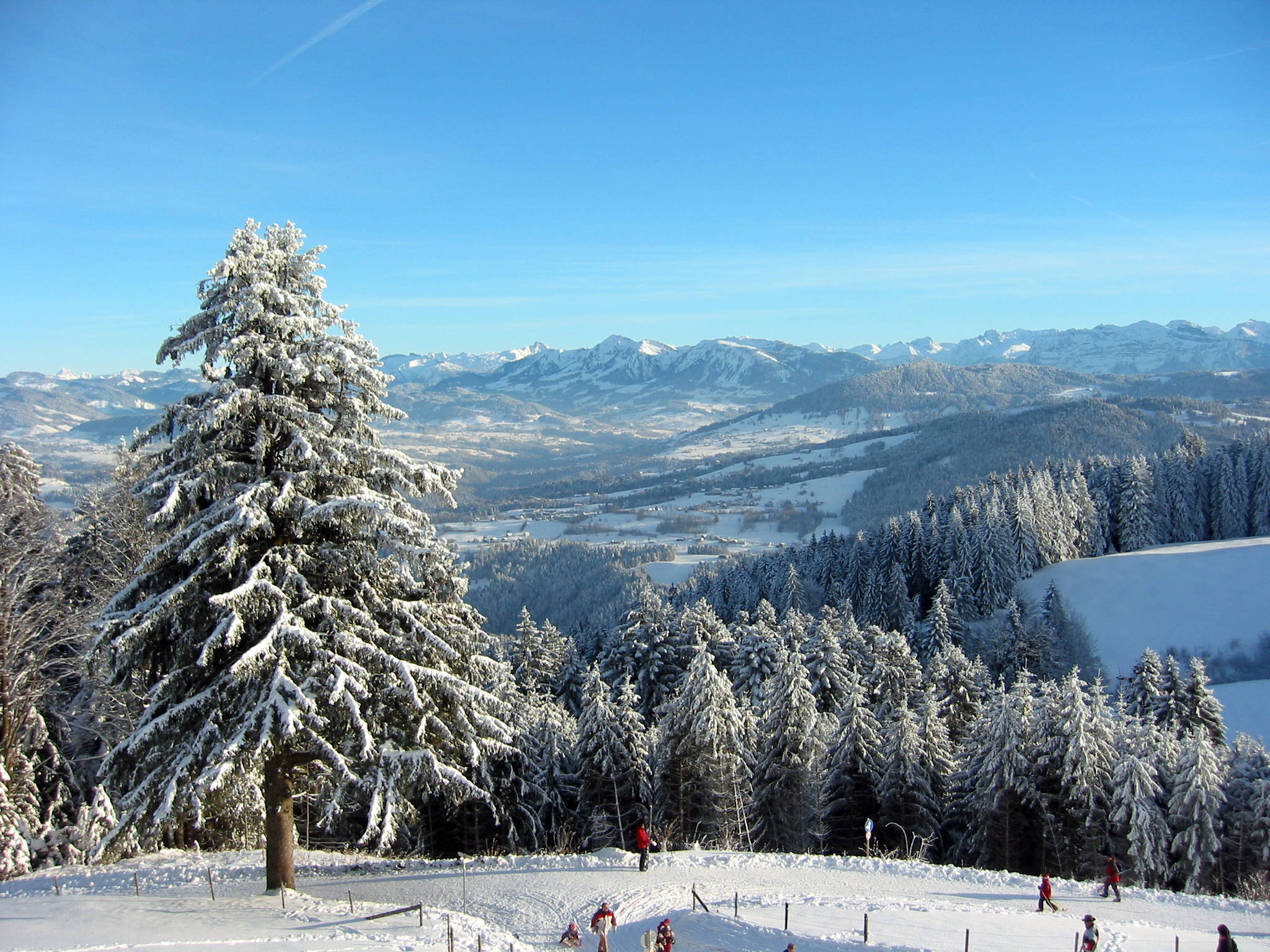
Blick vom Pfänder Richtung Bregenzerwald
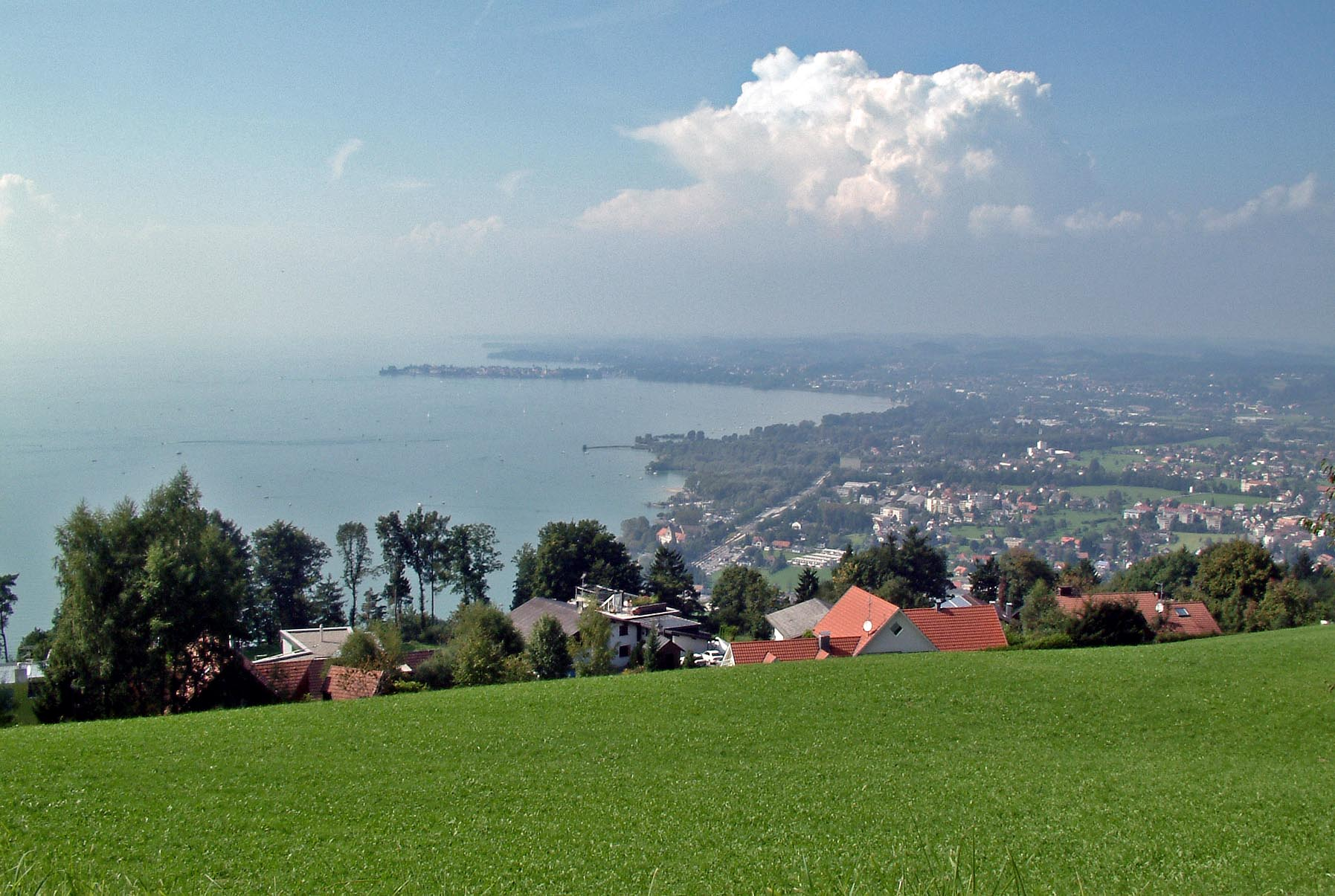
Blick auf den Bodensee und Lindau
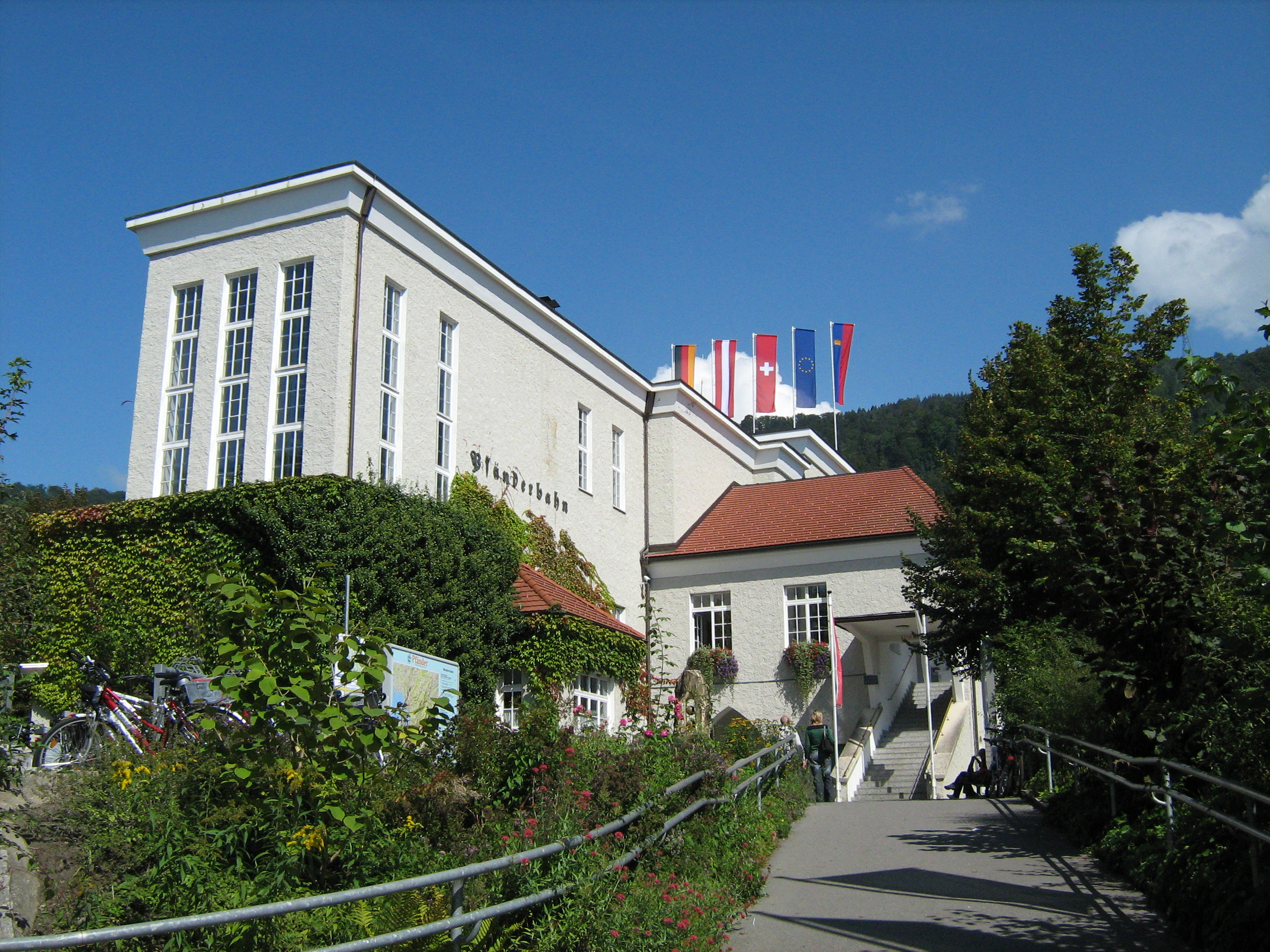
Pfänderbahn-Talstation erbaut 1926 von Willibald Braun
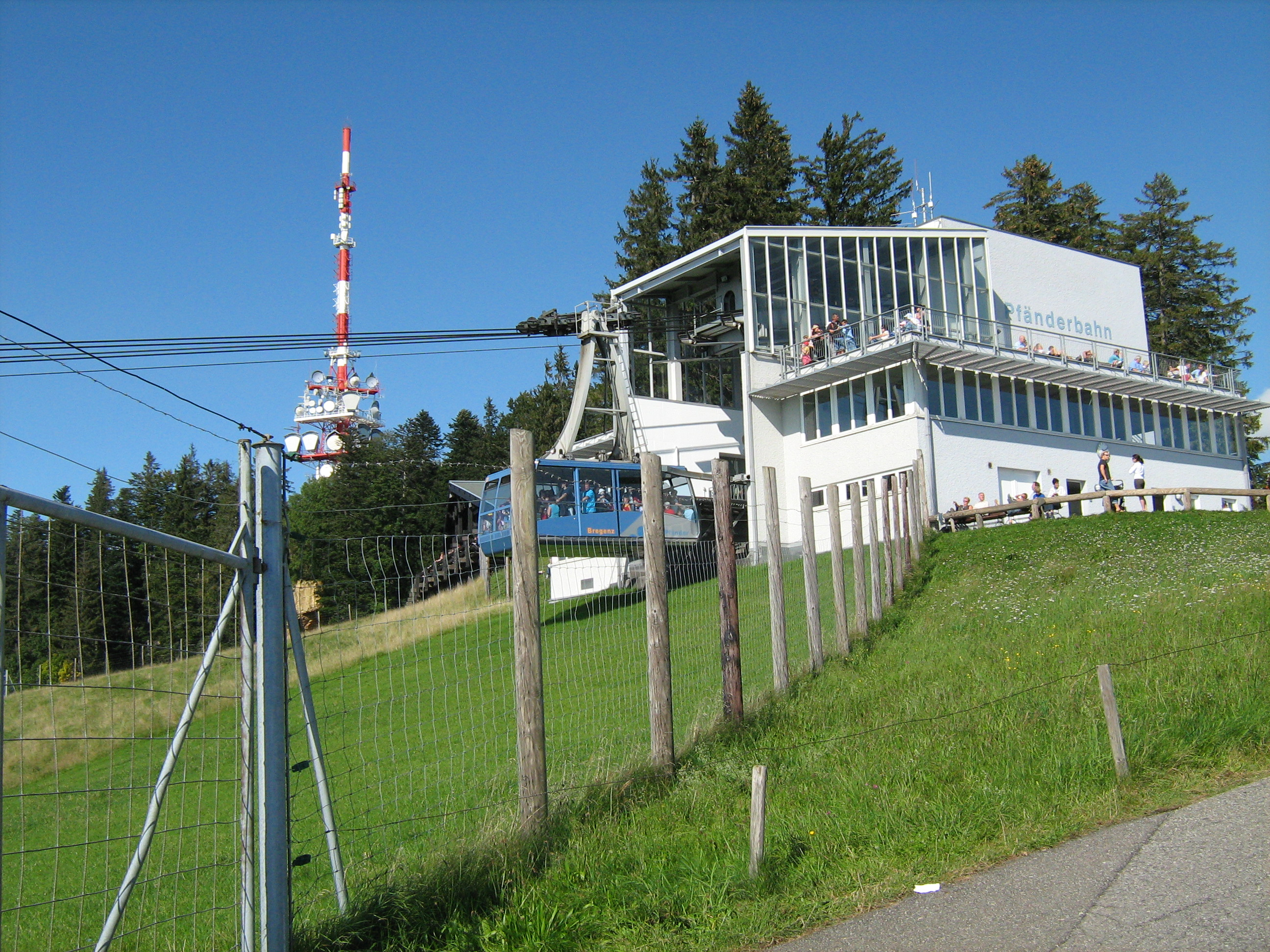
Pfänderbahn-Bergstation
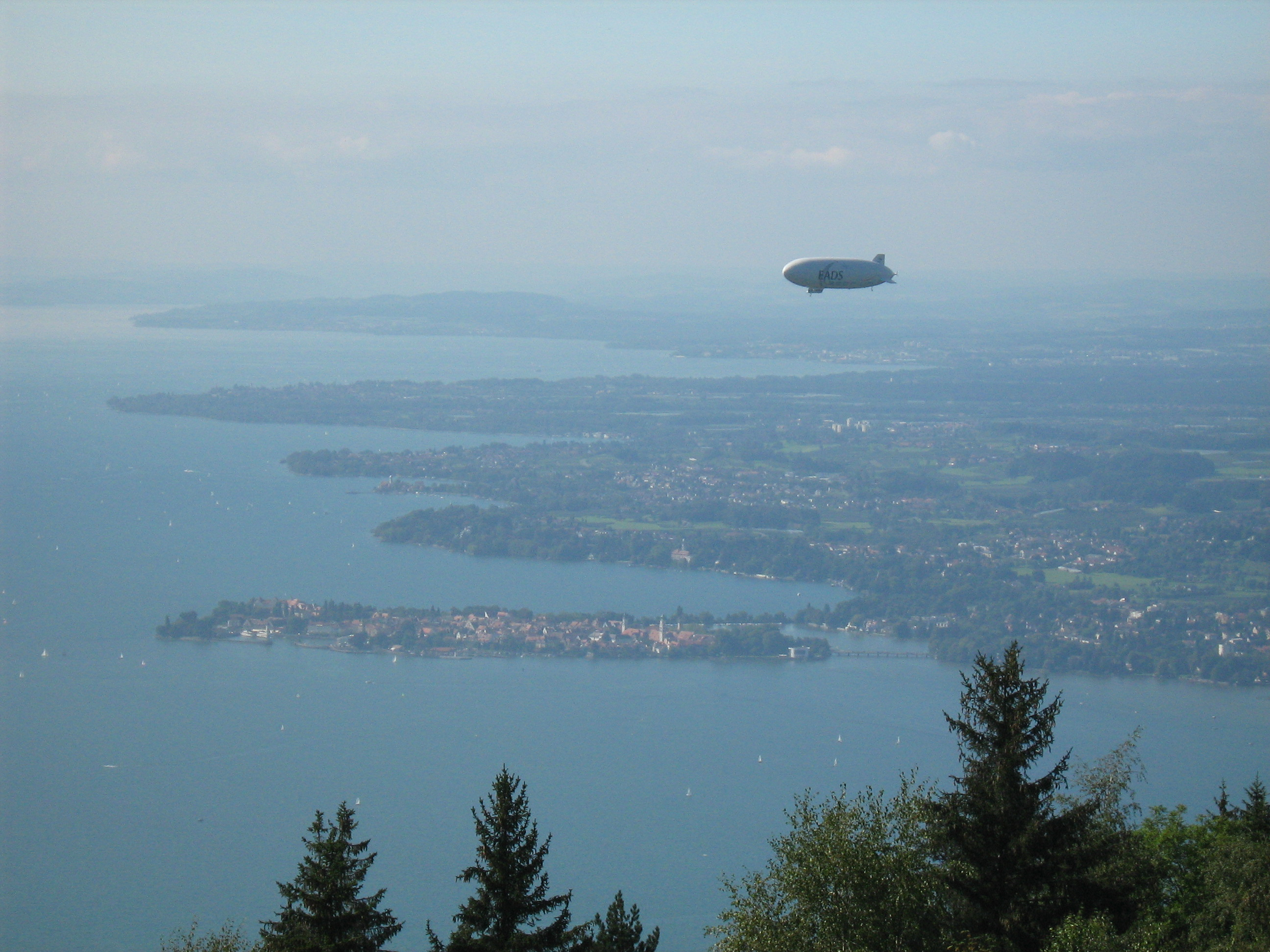
Bodensee – Blick auf die Insel Lindau
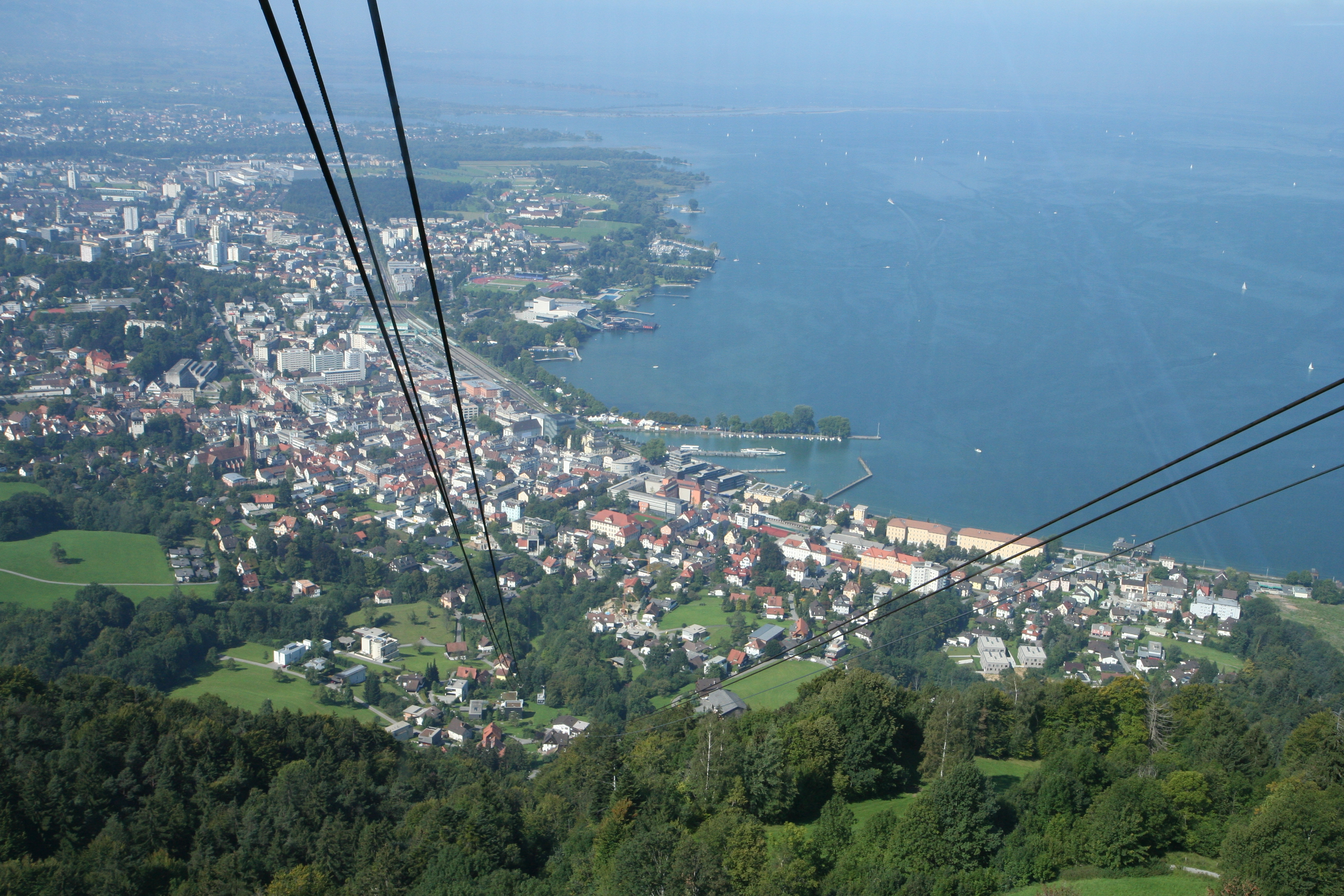
Blick auf Bregenz
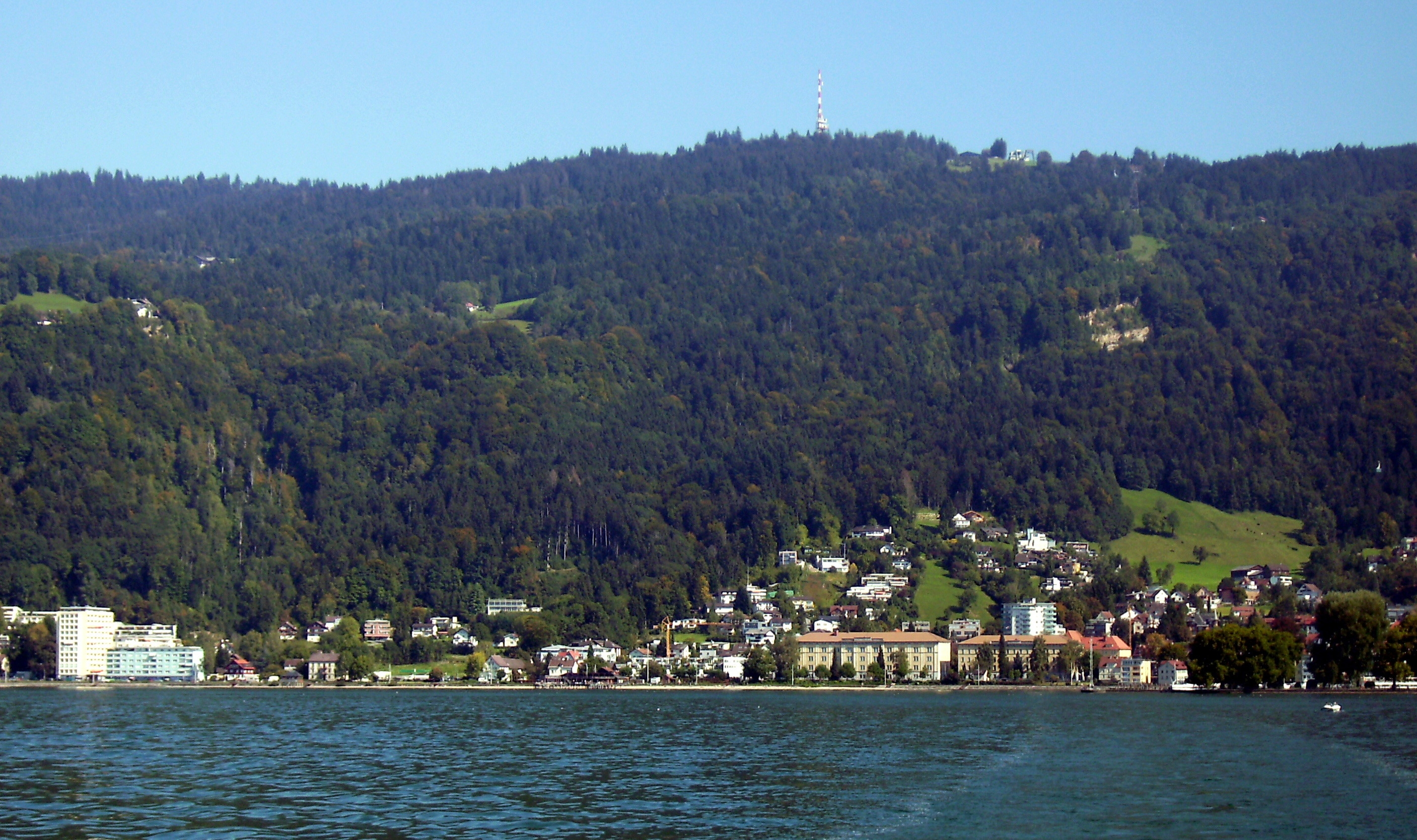
Pfänder mit Bregenz vom östlichen Bodensee aus
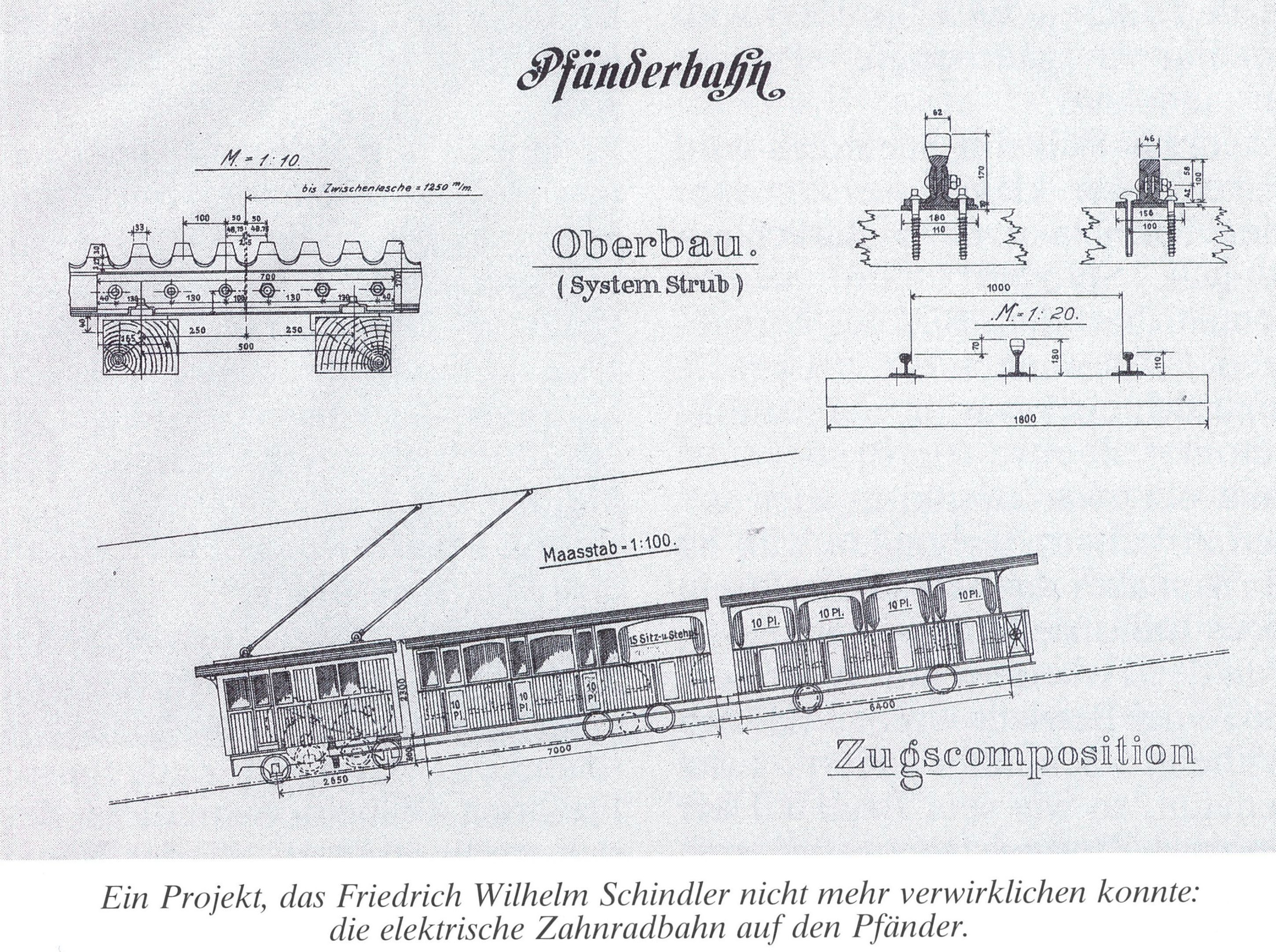
Planung einer elektrischen Zahnradbahn von Friedrich Wilhelm Schindler
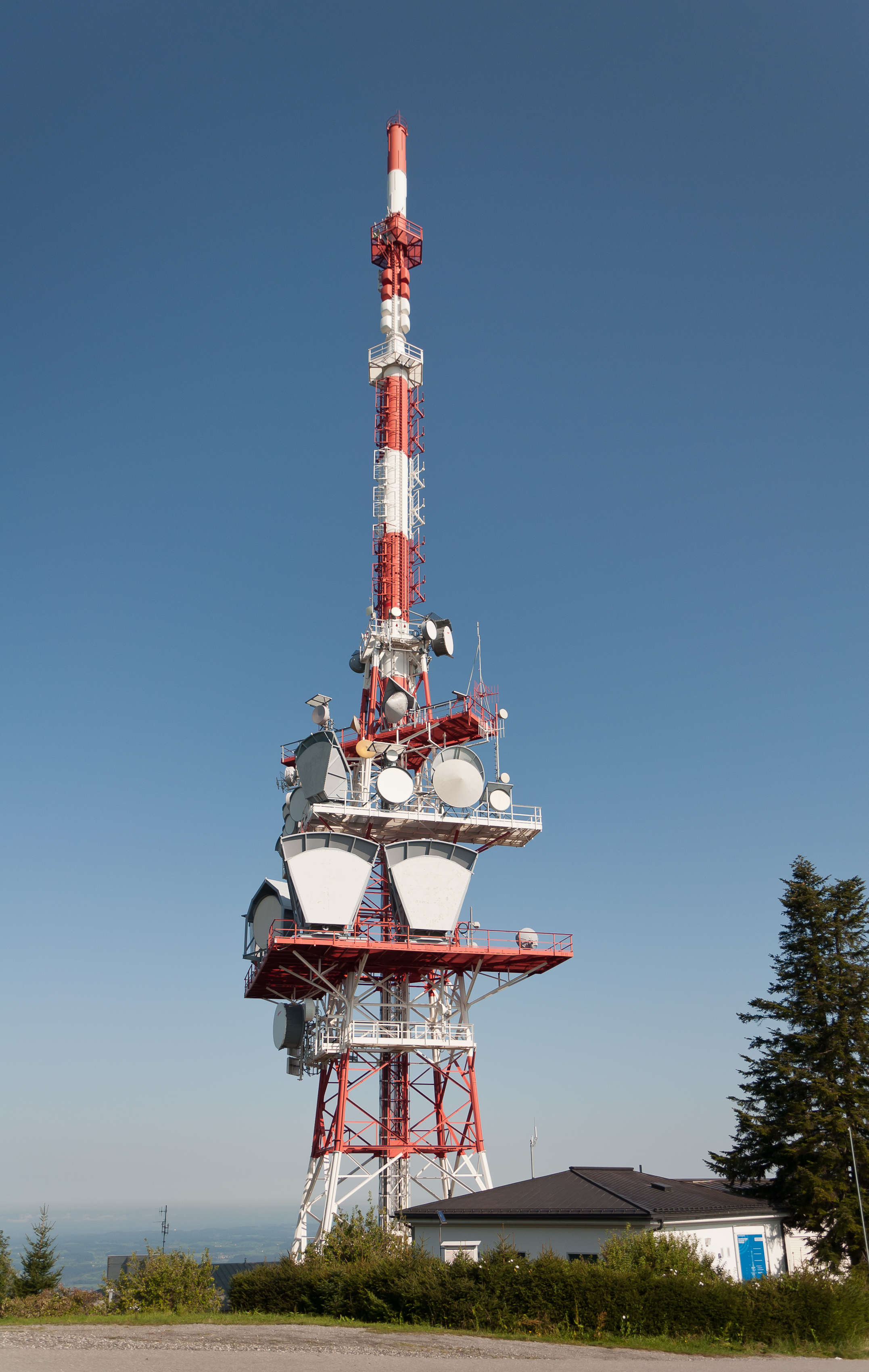
Funkturm auf der Spitze des Pfänders
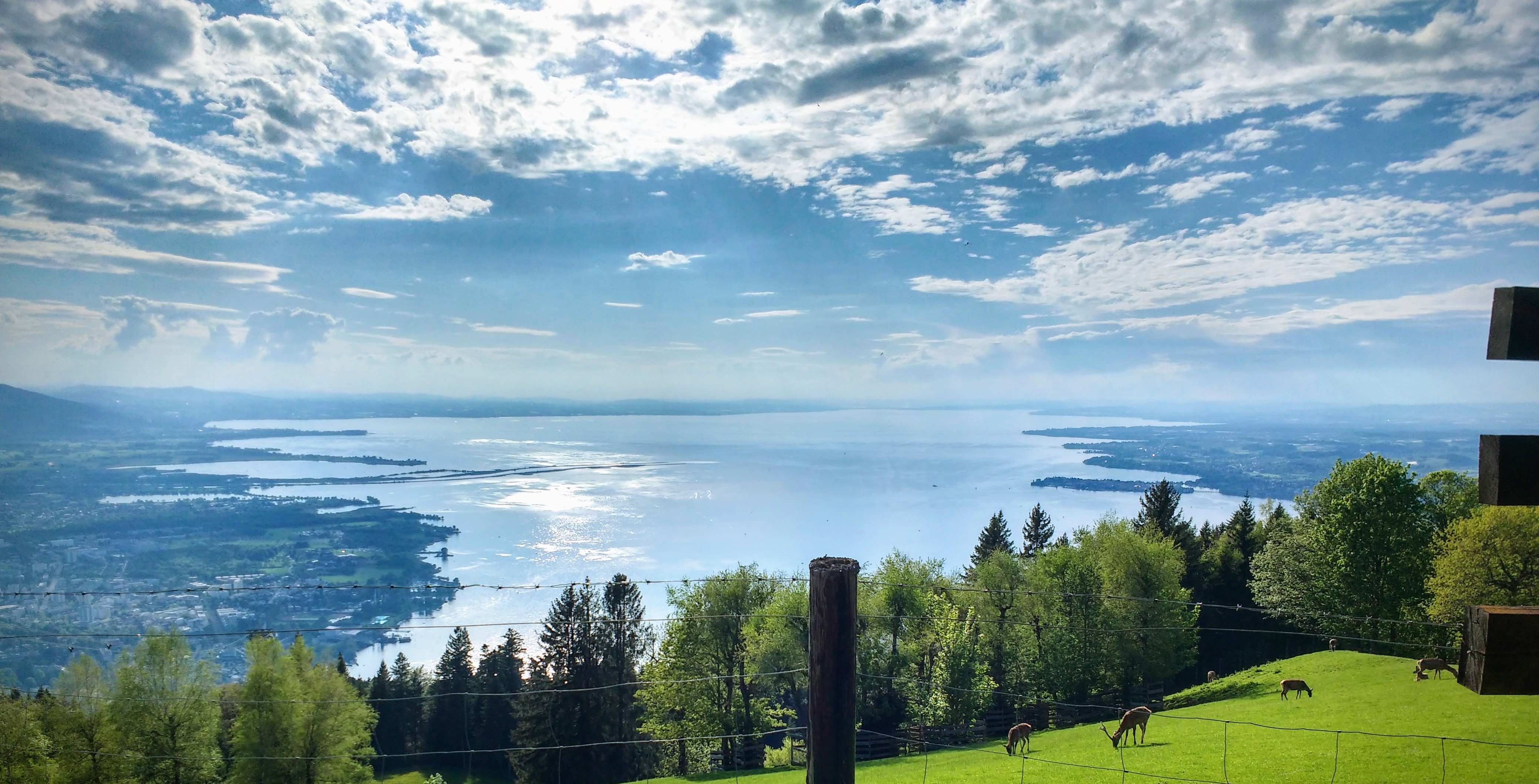
Blick vom Pfänder auf den Bodensee